# 西牛潭水库
西牛潭水库，位于广东省韶关市浈江区花坪镇境内，是武江左岸支流下陂水上游的一座中型水库。于1958年冬季动工兴建，1964年冬季投入使用。水库控制流域面积37.8平方千米，总库容4389万立方米，水面面积266.67公顷。大坝为均质土坝，坝高19.2米，坝长195米，顶宽6米。水库具有多年调节功能，主要功能是灌溉、发电、防洪、养殖等综合利用。水库灌溉面积980公顷。水库坝后电站于1983年建成，装机容量320千瓦，年均发电量245万千瓦时。